# Rhopalaea sagamiana
Rhopalaea sagamiana is een zakpijpensoort uit de familie van de Diazonidae. De wetenschappelijke naam van de soort is voor het eerst geldig gepubliceerd in 1927 door Oka.